# フランクフルト音楽・舞台芸術大学の人物一覧
フランクフルト音楽・舞台芸術大学の人物一覧は、フランクフルト音楽・舞台芸術大学に関係する人物の一覧記事。

## 著名な教職員

### 器楽奏者
- 今村泰典
- ヘルムート・ヴァルヒャ
- ミヒャエル・ザンデルリング
- ミハエル・シュナイダー
- マリー＝ルイーズ・ノイネッカー
- エディト・パイネマン
- ユリア・フィッシャー
- フーゴ・ベッカー

### 作曲家
- マーク・アンドレ
- イヴァン・クノル
- フリッツ・シュタインバッハ
- エンゲルベルト・フンパーディンク
- クルト・ヘッセンベルク
- カール・ヘラー
- イザベル・ムンドリー
- ヨアヒム・ラフ
- ロルフ・リーム
- ロルフ・ルディン

### その他
- 上岡敏之
- ベルンハルト・コンタルスキー
- ヘルムート・リリング
- ルートヴィヒ・ロッテンベルク

## 卒業生

### 器楽演奏家
- 伊藤京子
- 江尻南美
- ジギスモント・タールベルク
- カールハインツ・ツェラー

### 声楽家
- クリストフ・プレガルディエン

### 作曲家
- オットマール・ゲルスター
- シリル・スコット
- パウル・ヒンデミット
- クルト・ヘッセンベルク
- イザベル・ムンドリー
- ロルフ・ルディン

### ポピュラー音楽・芸能・文化・スポーツ・その他
- マイケル・クレトゥ

### その他
- オットー・クレンペラー
- ホルスト・シュタイン
- 岳藤豪希
- 本山秀毅